# Salmincola californiensis
Salmincola californiensis är en kräftdjursart som först beskrevs av James Dwight Dana 1853.  Salmincola californiensis ingår i släktet Salmincola och familjen Lernaeopodidae. Inga underarter finns listade i Catalogue of Life.